# Parti agraire sicilien
Le Parti agraire sicilien est un parti politique italien, actif en Sicile durant l'Entre-Deux-Guerres.

## Historique
Le Partito Agrario Siciliano est fondé en janvier 1919 par le député prince Pietro Lanza di Scalea, franc-maçon et frère du maire de Palerme Giuseppe Lanza di Scalea. En avril de la même année, il crée le Partito Agrario Nazionale.
Il vise à défendre les principaux intérêts des grands propriétaires fonciers siciliens, à un moment où les travailleurs agricoles s'engagent dans les mouvements sociaux du Biennio rosso et organisent des occupations de terres. 
L'un des membres actifs du parti, le chevalier Lucio Tasca, cousin des frères Lanza di Scalea, incarne une orientation autonomiste du parti. 
Lucio Tasca Bordanovo, le prince de Scalea et le duc de Caraci lancent, le 1er mai 1920, le journal Il Mediterraneo pour y exprimer les orientations de leur parti. La ligne est sicilianiste, considérant l’île comme exploitée par l'Italie du Nord, réclamant son indépendance économique autour de l'exportation des productions agricoles.  
Les nationalistes de Sicile, conduits par Alfredo Cucco, se rapprochent du Parti agraire lors des élections de 1921 qui envoie trois députés à Rome : Lo Monte, le prince de Scalea et Pucci di Benisichi alors que Cucco n'obtient que 5000 voix. 